# Erucastrum cardaminoides
Erucastrum cardaminoides är en korsblommig växtart som först beskrevs av Philip Barker Webb och Hermann Konrad Heinrich Christ och fick sitt nu gällande namn av Otto Eugen Schulz. Erucastrum cardaminoides ingår i släktet kålsenaper, och familjen korsblommiga växter. Inga underarter finns listade i Catalogue of Life.